# بوب مونتجومري (مغني)
بوب مونتجومري (بالإنجليزية: Bob Montgomery)‏ هو مغني وكاتب أغاني ومنتج أسطوانات أمريكي، ولد في 12 مايو 1937، وتوفي في 4 ديسمبر 2014 بسبب مرض باركنسون.

## وصلات خارجية
- بوب مونتجومري على موقع IMDb (الإنجليزية)
- بوب مونتجومري على موقع ميوزك برينز (الإنجليزية)
- بوب مونتجومري على موقع ديسكوغز (الإنجليزية)